# Manuel Ocampo

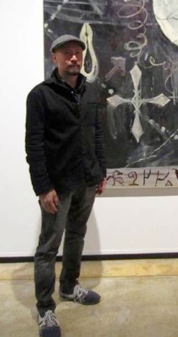
Manuel Ocampo

Manuel Ocampo (* 1965 in Quezon City) ist ein philippinischer Maler.
Manuel Ocampo studierte von 1984 bis 1985 Freie Kunst an der Universität der Philippinen. Er setzte sein Studium an der California State University fort. Später emigrierte er nach Sevilla, Spanien. Ocampo kehrte 2003 zurück auf die Philippinen und lebt in Manila. Er ist verheiratet und hat vier Kinder.
Sein Werk ist von Punk und Cartoons beeinflusst und verbindet religiöse Elemente des Barock mit weltlichen, politischen Erzählungen. Ocampo nutzt Allegorien und Metaphern, um den Kolonialismus zu kritisieren. Auf seinen Leinwänden zeigt er eine Vielzahl von Symbolen, die an die Kunstgeschichte und Literatur referieren. Unter anderem sind Kreuze, Zähne, Emoticons, Würste, Swastika, Kot und Blumen zu sehen.
Manuel Ocampo war auf zahlreichen international bedeutenden Ausstellungen vertreten. 1992 war er Teilnehmer der documenta IX in Kassel, 1993 und 2001 der Biennale di Venezia in Venedig, 2000 auf der Berlin Biennale und 2004 auf der Biennale von Sevilla.
Ocampos Werk wurde ausgezeichnet mit dem Lila Wallace Artists at Giverny Award, dem National Endowment for the Arts und dem Rompreis.
Phillip Rodriguez drehte mit dem Film Manuel Ocampo, God Is My Copilot (1998) eine einstündige Dokumentation über Manuel Ocampos Leben und seine Karriere als Künstler.
Die 1992 entstandene Malerei Why I Hate Europeans von Ocampo wurde als Album-Cover für Mythmaker (2007) von Skinny Puppy verwendet.